# Didemnum gemmiparum
Didemnum gemmiparum is een zakpijpensoort uit de familie van de Didemnidae. De wetenschappelijke naam van de soort is voor het eerst geldig gepubliceerd in 1976 door Romanov.